# سیارک ۱۷۹۹۱
سیارک ۱۷۹۹۱ (به انگلیسی: 17991 Joshuaegan، نامگذاری:1999JN65) هفده هزار و نهصد و نود و یکمین سیارک کشف شده‌است که در ۱۲ مه ۱۹۹۹ کشف شد.
قدر مطلق سیارک برابر ۹.۸ است.